# Rozdziele (polana)
Rozdziele – polana w Gorcach. Położona jest na wysokości około 1150–1180 m na grzbiecie opadającym ze szczytu Rozdziele (1188 m) do przełęczy pod Solniskiem (1183 m). Dawniej była to hala pasterska należąca do miejscowości Obidowa. Z powodu nieopłacalności ekonomicznej od dawna zaprzestano jej użytkowania. Obecnie wykorzystywana jest przez myśliwych, którzy mają na niej ambony.
Przez polanę nie prowadzi żaden szlak turystyki pieszej, ale w 2015 r. oddano do użytku trasę narciarstwa biegowego Śladami olimpijczyków z Obidowej na Turbacz. Na polanie Rozdziele zamontowano tablicę informacyjną tej trasy i wiatę dla narciarzy. Polana znajduje się na terenach prywatnych, poza granicami Gorczańskiego Parku Narodowego, w granicach wsi Obidowa w województwie małopolskim, w powiecie nowotarskim, w gminie Nowy Targ.

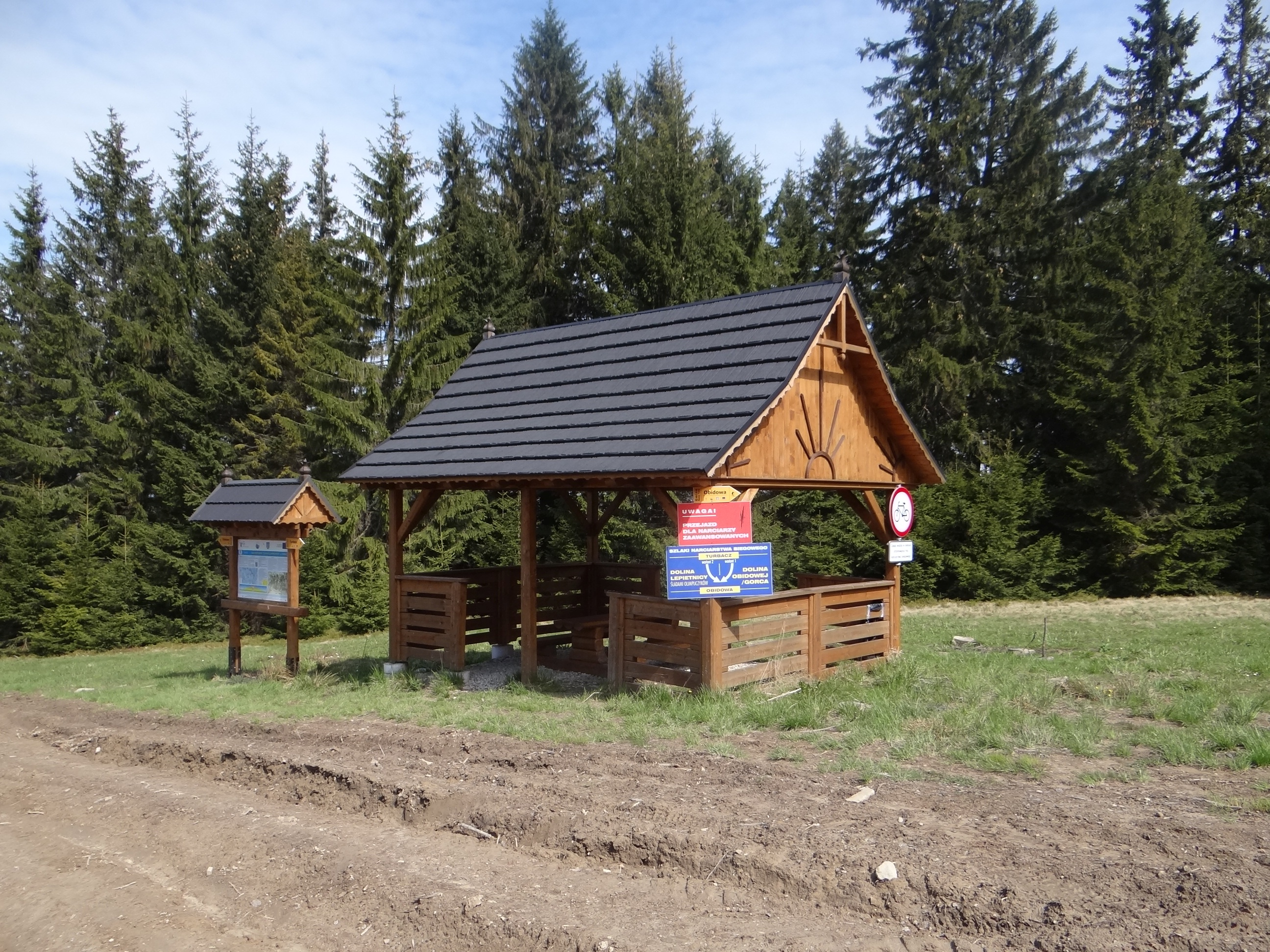
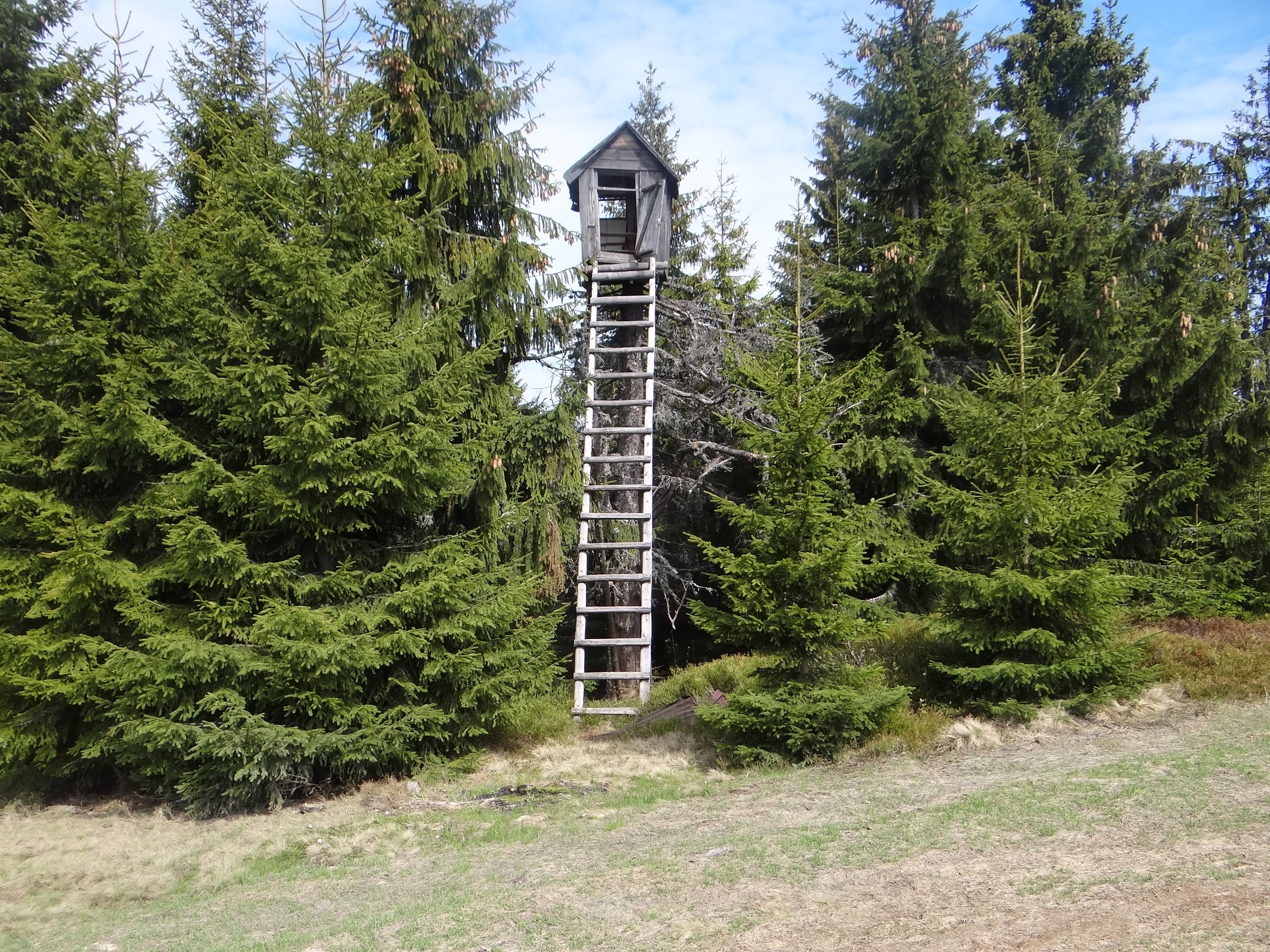
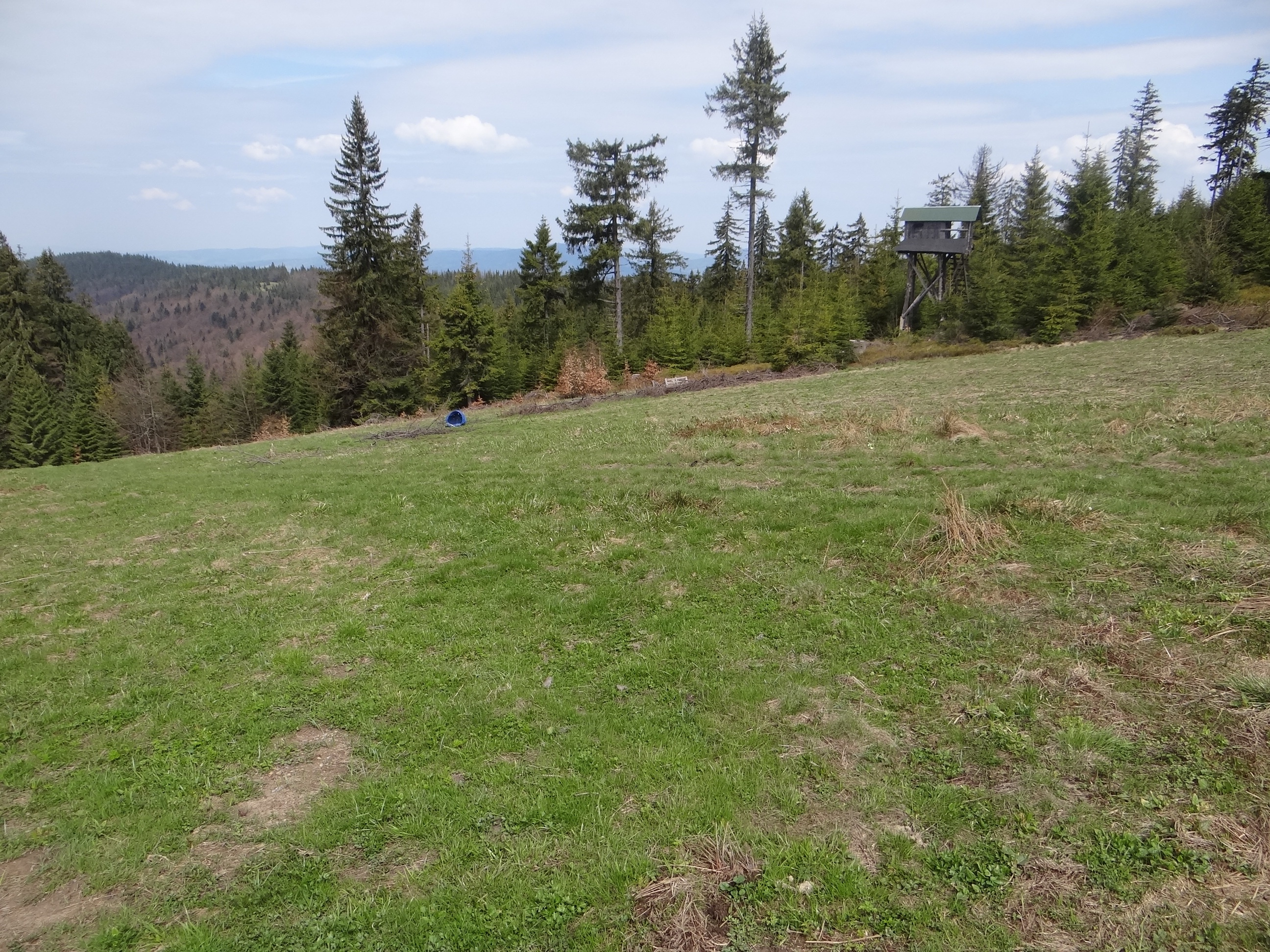

## Trasa narciarska
trasa narciarska: Obidowa (leśniczówka) – dolina Lepietnicy – Podsolnisko – Nad Papiernią – Mała Polana – Nalewajki – Spalone – Gorzec – Średni Wierch – Kałużna – Solnisko – Rozdziele – Turbacz